# Kypros V
Kypros V (I wiek) – przedstawicielka dynastii herodiańskiej, prawnuczka Heroda Wielkiego.
Była córką Aleksasa III Helkiasza i jego żony Kypros IV, córki Antypatra III. Na jej temat nie zachowało się więcej informacji.